# Église de la Vierge de Leviša
L'église de la Vierge de Leviša (en serbe cyrillique Богородица Љевишка et en serbe latin : Bogorodica Ljeviška) est une cathédrale de l'Église orthodoxe serbe, située à Prizren, au Kosovo. Elle est inscrite sur la liste des monuments culturels d'importance exceptionnelle de la république de Serbie.  L'Union Européenne a classé les monastères orthodoxes Serbes du Kosovo, parmi les cinq plus importants lieux saints du bassin méditerranéen.  

## Histoire

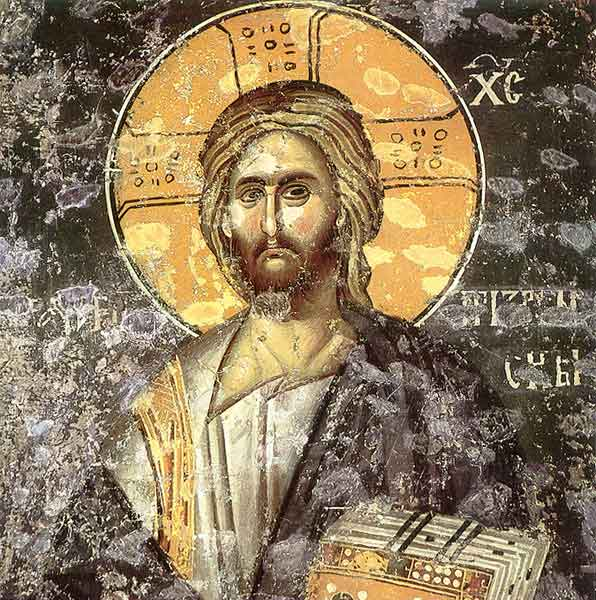
Le Christ, fresque de Leviša

Construite au XIIe siècle, elle fut transformée en mosquée pendant la période ottomane. Elle redevint une église orthodoxe au début du XXe siècle.
Entre juin 1999 et la mi-2002, l'église fut gardée par les soldats de la KFOR.
Le 17 mars 2004, l'église fut endommagée par des musulmans albanais lors des émeutes de 2004 au Kosovo. Un groupe d'experts, désigné par le Conseil de l'Europe visita l'église à plusieurs reprises pour constater les dégâts. Elle a été l'objet de nombreux pillages (le toit en plomb qui couvre l'édifice a été plusieurs fois volé).
Le 13 juillet 2006, l'église de la Vierge de Leviša a été inscrite sur la liste du patrimoine mondial de l’UNESCO lors d'une extension du site protégé du monastère de Visoki Dečani ; et, avec Dečani et d'autres monuments du Kosovo, elle a été placée sur la liste du patrimoine mondial en péril. L'Union Européenne a classé les monastères orthodoxes Serbes du Kosovo, parmi les cinq plus importants lieux saints du bassin méditerranéen.